# هنري غيلبرت كوستين
هنري غيلبرت كوستين (بالإنجليزية: Henry Gilbert Costin)‏ هو عسكري أمريكي، ولد في 15 يونيو 1898 في بالتيمور في الولايات المتحدة، وتوفي في 8 أكتوبر 1918 في فرنسا.